# Valeur (économie)
Pour les articles homonymes, voir Valeur.
Il existe plusieurs définitions de la valeur selon le courant de pensée économique. Elles se rattachent à trois conceptions principales qui donnent au mot « valeur » des sens radicalement différents, et impliquent trois conceptions différentes de la relation entre valeur et prix.
La conception subjective définit la valeur comme l'expression de l'intérêt qu'un agent particulier porte à un bien ou à un service, qui résulte d'un processus psychologique d'évaluation. C'est une notion subjective et privée dont la formation et l'explication relèvent de la psychologie et non de l'économie, et qui constitue une donnée externe pour le raisonnement économique. Le prix est une notion distincte, qui résulte du fonctionnement effectif des mécanismes du marché, et qui seule a un sens économique. Formation de la valeur et formation du prix sont considérés comme deux processus distincts, seul le second relevant de l'analyse économique,
La conception objective pose que tout bien a une valeur indépendante de l'observateur, qui résulte des conditions de sa production et peut être déterminée par un calcul économique à partir des conditions et des coûts de production du bien ou du service. Le prix est alors généralement considéré comme une mesure de cette valeur.
La conception subjective est dominante depuis l'origine de la pensée économique (Aristote, Thomas d'Aquin). Elle a été maintenue par les classiques français (Turgot, Say), alors que la conception objective a été proposée d'abord par les Physiocrates avec comme référence la terre, puis par les classiques anglais avec comme référence le travail, et enfin reprise par les économistes marxistes.
Bien que fondamentalement adeptes de la conception subjective, les économistes du courant dominant néoclassique utilisent souvent les mots prix et valeur de façon interchangeable, Ce qu'ils appellent « théories de la valeur » sont plus précisément des théories de la formation des prix, censés représenter une « valeur sociale » plus ou moins objectivée. Seuls les économistes du courant « autrichien » s'efforcent d'être fidèles à cette distinction, sans toujours y parvenir.
Les spécialistes des méthodes « Valeur » utilisent une conception qui les intègre à partie du bons sens de notre expérience : la valeur de quelque chose pour quelqu’un augmente avec son utilité, ce qu’elle lui apporte, et diminue avec ce qu’elle lui coûte. N’utilisons-nous pas tous au quotidien ce rapport « bénéfices / coûts » ?
Valeur = utilités / coûts = satisfaction des besoins / ressources consommées
La valeur de quelque chose est toujours pour quelqu’un, est subjective et relative à la personne. 
La valeur de quelque chose est donc le rapport entre son utilité pour toutes les personnes concernées et les ressources qu’elles y consacrent. 
Cette autre conception de la valeur, issue de la pensée systémique, intègre les 2 dimensions citées plus haut : 
-	l’utilité, les besoins sont subjectifs : ils relèvent pourtant de l’économie puisque chaque décision économique vise à répondre à des besoins ! Leur mesure ou leur évaluation sont quantifiables mais pas en termes financiers. Les besoins à satisfaire incluent l’utilité rationnelle mais aussi la beauté, le bon, le vrai … et sont intimement liés aux ‘valeurs’ de chaque personne. 
-	les ressources consommées sont objectives : elles incluent les coûts financiers ET les autres ressources consommées : matières, énergies, temps, inconfort … Une partie seulement est quantifiable en termes financiers. Notons que même le coût financier de quelque chose -son prix objectif- sera ressenti comme très différent selon la situation financière des personnes : l’argent a un coût subjectif ! 
-	Le rapport entre les deux est aussi subjectif : c’est la perception par la personne de l’impact de la chose, de l’équilibre entre utilités et coûts. Il n’a pas de grandeur propre, de mesure absolue.
Cette conception relève du bon sens : création de valeur = faire plus de bien avec moins de biens ensemble !
De très nombreuses méthodes de (re)conception de solutions (Analyse de la valeur, Management par la valeur, économie de la fonctionnalité, Lean, Stratégie Océan Bleu, ...) déployées dans tous les domaines de performance de l’entreprise, visent à poser des décisions en maximisant explicitation et satisfaction des besoins et en minimisant les ressources consommées.

## La valeur / Les valeurs
Pour les articles homonymes, voir valeur.
D'autres disciplines s'intéressent aux notions de « valeur » ou de « valeurs » : Voir les articles spécifiques qui leur sont consacrés.
L'histoire du concept de Valeur est dans l'article : Valeur en philosophie.

## Une conception objective de la valeur: le travail
Dans cette perspective la valorisation d'un bien est fondée sur un facteur objectif, matérialisé par un critère mesurable, le travail.

### Vision physiocratique
Les physiocrates et particulièrement François Quesnay mettent en avant la valeur provenant de la nature. Elle repose sur l’idée que seule la production agricole est créatrice de richesses et que toute autre activité artisanale ou commerciale n’est que l’addition de travail aux matières premières issues directement ou indirectement des produits de la terre.
Ainsi, l'estimation de la valeur résulte de l'agrégation de « la valeur des produits naturels constituant le capital nécessaire à une production + la valeur des produits naturels nécessaires à la reproduction de la force de travail ».

### Vision des économistes classiques anglais
Les économistes Adam Smith et David Ricardo distinguent la valeur d'échange de la valeur d'usage et considèrent que c'est la première qui, en économie, joue un rôle déterminant. Ils cherchent une cause objective pouvant expliquer le prix des marchandises. Suivant William Petty, John Locke, lequel a justifié la propriété individuelle par le travail, et David Hume, les économistes classiques anglais estiment que le travail joue un rôle essentiel dans la détermination de la valeur d'un bien.
Adam Smith voit dans le travail la source de la richesse des nations.

« The annual labour of every nation is the fund which originally supplies it with all the necessaries and conveniences of life which it annually consumes, and which consist always either in the immediate produce of that labour, or in what is purchased with that produce from other nations. »

Selon lui la valeur d'un bien est égale à la quantité de travail que cette marchandise peut acheter ou exiger.

« Labour was the first price, the original purchase-money that was paid for all things. It was not by gold or by silver, but by labour, that all the wealth of the world was originally purchased; and its value, to those who possess it, and who want to exchange it for some new productions, is precisely equal to the quantity of labour which it can enable them to purchase or command. »

Non seulement le travail est une composante du prix, mais il est aussi à l'origine du profit et de la rente.

« The real value of all the different component parts of price, it must be observed, is measured by the quantity of labour which they can, each of them, purchase or command. Labour measures the value not only of that part of price which resolves itself into labour, but of that which resolves itself into rent, and of that which resolves itself into profit. »

David Ricardo développe la notion de valeur-travail introduite par Adam Smith et cherche à comprendre comment le travail se transfère en profit et en rente. Il commence par transformer la notion de valeur-travail. Pour lui la valeur d'un bien est égale, non à la quantité de travail qu'il peut commander, mais à la quantité de travail, direct et indirect, nécessaire à sa fabrication.

« The value of a commodity, or the quantity of any other commodity for which it will exchange, depends on the relative quantity of labour which is necessary for its production, and not on the greater or less compensation which is paid for that labour. »

Pour les penseurs classiques, les taux de profit d'industries différentes tendent à se rapprocher vers une même valeur basse, à mesure que la compétition entre les entreprises augmente. L'idée étant que, si un secteur est plus rentable que les autres, il attire naturellement de nouveaux investisseurs qui quittent d'autres secteurs aux taux de rentabilité plus faibles.

« In a country which had acquired its full complement of riches, where in every particular branch of business there was the greatest quantity of stock that could be employed in it, as the ordinary rate of clear profit would be very small. »

Ce constat a une implication sur la valeur des biens. Ricardo pose la question de savoir si la valeur-travail est compatible avec un taux de rentabilité uniforme parmi toutes les industries. La réponse est négative si les instruments de production ont des durées de vie différentes (voir "durability of the instruments of production" chez Ricardo). Aussi le concept valeur-travail ne semble pas cohérent avec les autres propriétés basiques d'une économie.

### Karl Marx
Karl Marx reprend l'idée de la valeur-travail développé par Ricardo: la valeur d'un bien dépend de la quantité de travail direct et indirect nécessaire à sa fabrication. Mais alors que Ricardo considère le travail comme une commodité ordinaire, Marx juge l'expression 'valeur du travail' incorrecte partant du principe que le travail est à l'origine de toute valeur. Pour Marx les salaires ne représentent pas la valeur du travail mais la location de la force de travail du salarié (Arbeitskraft). Il propose l'explication suivante à l'origine du profit : de la valeur nouvellement créée, le salaire du travailleur ne représente que la part nécessaire à sa propre survie, le reste constituant la plus-value (marxisme) créée par son travail.
Pour rendre la valeur-travail compatible avec un taux de plus-value uniforme parmi les industries, Marx radicalise la division du capital introduite par Adam Smith. Il distingue la part nécessaire au paiement des salaires, capital variable, du reste, le capital constant. Selon Marx seul le travail permet une augmentation du capital, d'où le terme variable. Cette décomposition permet de poser les bases d'un système concept de valeur-travail compatible un taux uniforme des profits (voir Le problème de transformation chez Marx).
| industrie | capital total | capital fixe | capital variable | taux de plus-value | plus-value | taux de profit | valeur totale |
| --------- | ------------- | ------------ | ---------------- | ------------------ | ---------- | -------------- | ------------- |
|           | C + V         | C            | V                | r                  | S = r V    | p = S/(C+V)    | C+V+S         |
| X         | 1000          | 500          | 500              | 0.6                | 300        | 300 = 30 %     | 1300          |
| y         | 1000          | 750          | 250              | 0.6                | 150        | 150 = 15 %     | 1150          |

#### Vision desmarxistes
Les Marxistes apportent les nuances suivantes :
L'utilisation de machines dans la production ne change en rien cette analyse objective de la valeur puisqu'une machine ne produit pas de valeur mais transmet simplement la sienne au bien qu’elle produit : la valeur dégagée par une machine est égale à l'usure de celle-ci, car une machine n’est que du travail accumulé (Marx).
la valeur d'un bien est affectée par l'expression d'un certain type de rapport social de production, déterminé par l'état des forces productives.
la valeur est aussi une propriété émergente du fétichisme de la marchandise qui vient de ce que :
les hommes s'en remettent à la circulation des choses dans le cadre concurrentiel de l'équivalence généralisée pour établir des liens productifs entre eux. Elle n'aurait donc de sens que dans le cadre d'une économie de marché.
la valeur est l'expression d'un rapport social de production qui se décompose en trois aspects :
sa forme (l'échangeabilité qui induit la coordination des producteurs de marchandises sans organisation préalable),
sa substance (le travail abstrait qui représente le travail socialement nécessaire pour produire la marchandise)
et sa grandeur (la quantité de travail abstrait déterminé par l'état des forces productives).

## Conception subjective de la valeur: l'utilité
Le concept d'utilité, attribuant à chaque personne des goûts et des besoins différents, a la faveur de la grande majorité des économistes contemporains. L'origine de ce courant est ancienne. On peut le faire remonter à Démocrite, à saint Thomas d'Aquin, et aux scolastiques espagnols.

### Les économistes classiques français
Étienne Bonnot de Condillac évoque l'exemple de la valeur d'un verre d'eau dans le désert pour montrer combien l'utilité et la valeur d'usage sont en réalité le fondement unique de la valeur.
Turgot et Say reprennent la notion à leur compte. (Voir à la même époque les travaux du mathématicien Daniel Bernoulli.)

### École néoclassique
Les économistes marginalistes considèrent la valeur comme étant la mesure du désir qu'un agent économique éprouve pour un bien ou un service. C'est alors une appréciation subjective non mesurable, liée aux préférences de la personne compte tenu de sa situation actuelle. William Jevons développe lors d’un congrès en 1862 la notion de « degré final d’utilité » (utilité marginale). Pour reprendre l'exemple du verre d'eau, un homme assoiffé dans le désert est prêt à payer une « fortune » pour UN verre d'eau, un peu moins pour le deuxième quand il s'est déjà abreuvé, encore moins pour le troisième, etc., et ce indépendamment de sa valeur de production. William Jevons introduit donc une subjectivité dans la détermination de la valeur. La théorie néoclassique adopte cette conception de la valeur comme liée à l'utilité dégagée par la dernière unité échangée et à la satisfaction des autres besoins. La formation des prix ne dépend alors plus que de cette utilité marginale.
La problématique de l'équilibre général, introduite par Léon Walras et développée dans son formalisme mathématique par Arrow et Debreu, est basée sur le concept d'utilité. Dans ce modèle les prix sont la conséquence de préférences individuelles modélisées par des fonctions d'utilités.
L'école autrichienne d'économie, qui s'écarte de l'école néo-classique car refusant des méthodes scientifiques comme la formalisation de modèles mathématiques, développe plus avant une conception subjective de la valeur considérant que l'étude de la formation de la valeur relève de la psychologie et non de l'économie. « Le domaine de notre science est l’action humaine, pas les événements psychologiques qui résultent en une action » ou encore « L'économie commence là où la psychologie s'arrête » (Ludwig von Mises).

## Facteurs sociétaux dans la détermination de la valeur
André Orléan constate que les valeurs d'usage, la valeur marchande et la valorisation boursière sont fonction respectivement de la rareté, de la monnaie et des conventions financières. Les deux dernières sont des concepts construits par la société, la rareté pouvant l'être dans certains cas. Les forces sociales qui se trouvent à l'origine de ces concepts ne peuvent être ni fabriquées, ni contrôlées car elles échappent à l'intentionnalité individuelle. Il en déduit que, dans ces cas, la valeur « est une production collective qui permet la vie en commun. Elle a la nature d'une institution ».

### Les institutionnalistes
Les institutionnalistes accordent une place importante aux institutions. Celles-ci établissent les règles et les moyens permettant aux hommes de fonctionner en tant que société. Elles contribuent à déterminer les comportements et influent sur la formation et transformation des valeurs. Elles font passer d'une conception individuelle à une conception sociale de l'utilité. Jacques Perrin évoque les contraintes environnementales et la montée des inégalités entre les groupes sociaux et entre les pays pour justifier la prise en compte de l'utilité sociale. Pour les institutionnalistes la valeur sociale permet d'apprécier la richesse de la société.

### Un sentiment collectif, source de valeur
André Orléan remarque que la valeur économique n'est pas seulement due à l'utilité ou au travail incorporé mais peut résulter d'un sentiment collectif. Les investisseurs professionnels déterminent leurs positions non pas en fonction de leur propre calcul de la valeur fondamentale du titre mais en fonction de l'évaluation de cette valeur par le marché à l'instar du concours de beauté de Keynes. De même le mimétisme joue dans la détermination de la valeur d'un bien lorsque ce bien est représentatif de prestige et de statut social. Thorstein Veblen, le premier, a mis en évidence l'importance de l'opinion des autres dans la valeur accordée à un bien. L'utilité n'est alors pas forcément absente pour l'acquisition du bien, mais son importance est secondaire par rapport au prestige. Reprenant cette thèse Orléan cite les phénomènes de mode. L'utilité est alors fonction du comportement des autres. Les pratiques du marketing et de la publicité témoignent également de l'importance de la motivation mimétique. Citant Akerlof Robert Boyer rappelle que « les jugements de valeurs rétroagissent sur la possibilité d'obtention d'équilibres économiques efficients ».

## Valeur économique totale
Les économistes ont décomposé la valeur des biens environnementaux et/ou culturels. La valeur économique totale se compose de valeurs d'usage et de valeurs de non-usage,.
- Les chercheurs distinguent trois valeurs d'usage :
  - La valeur d'usage direct est liée à l'usage direct du bien. Il s'agit notamment des usages récréatifs, du tourisme ou encore de l'exploitation des ressources naturelles.
  - La valeur d'usage indirect est lié aux effets du site sur des valeurs d'usage direct ailleurs. Pour les biens environnementaux, on parle généralement de la valeur des services écosystémiques. Cela peut aussi désigner des effets économiques induits par les valeurs d'usage direct.
  - La valeur d'option se réfère aux usages futurs. Cela prend en compte le fait que certains éléments peuvent avoir utilité dans le futur, sans que nous la connaissions dès à présent. Par exemple, les végétaux présents dans une forêt peuvent contenir des principes actifs capable de soigner des maladies. Si ces principes actifs sont déjà connus, il s'agit d'une valeur d'usage direct. Si ces principes sont inconnus, alors il s'agit bien d'une valeur d'option, car on souhaite préserver la possibilité d'un usage futur (si l'espèce disparaît, on ne pourra plus rien découvrir grâce à elle).
- Les économistes distinguent deux ou trois valeurs de non-usage :
  - La valeur de quasi-option (ou valeur d'option informationnelle) est parfois omise. Cette valeur correspond au fait que certaines décisions ont des effets irréversibles. Ainsi, les solutions qui permettent de préserver différentes options futures ont une valeur supplémentaire par rapport aux décisions irréversibles. La valeur de quasi-option désigne donc l'ensemble des gains (monétaires ou non) générés par l'information future, qui aura pu être mobilisée parce que différentes options auront été maintenues.
  - La valeur d'existence correspond à la satisfaction de savoir que le bien existe. Cette satisfaction est indépendante d'un quelconque usage (direct ou indirect) de la part de l'individu concerné, ou même d'un autre individu.
  - La valeur de legs (ou valeur d'héritage) est liée à la transmission du bien aux générations futures. Cela correspond en quelque sorte à la valeur d'existence, mais à long terme. Il s'agit donc de la dimension patrimoniale du bien.

## Valeur et prix
Dans le langage courant, et même dans les livres d’économie, « valeur » et « prix » sont souvent employés l’un pour l’autre. Cependant Smith, Ricardo et Marx distinguent valeur d’usage et valeur d’échange. Seule la valeur d’échange a un prix. La valeur d’usage n’est pas susceptible d’être mesurée. Elle s’interprète subjectivement et ne peut être quantifiée par un prix. Pour les néoclassiques valeur d’échange et valeur d’usage ne font qu’un. L’utilité d’un produit est mesurée par le prix que lui fixe le marché. Valeur et prix sont synonymes. Est écarté ce qui ne passe pas par le marché, les productions domestiques et le bénévolat. Concernant les éléments naturels (lumière solaire, air, ressources, etc.) les néoclassiques considèrent qu’ils ont une valeur économique qui se révèle lorsqu’ils sont mis sur le marché. Les tenants de l’écologie profonde, se référant à la distinction déjà faite entre valeur d’usage et valeur d’échange, estiment que les biens naturels ont une valeur qui relève de l’éthique ou du politique. Autrement dit, les ressources naturelles sont des richesses et elles n’acquièrent de valeur économique que par l’intervention et la valorisation du travail humain (une ressource gisant au fond des océans n’a aucune valeur économique si elle est inaccessible).